# ۲۰۵۶ نانسی
سیارک ۲۰۵۶ (به انگلیسی: 2056 Nancy، نامگذاری:A909TB) دو هزار و پنجاه و ششمین سیارک کشف شده‌است که در ۱۵ اکتبر ۱۹۰۹ و در هایدلبرگ کشف شد.
قدر مطلق سیارک برابر ۱۲٫۳۰ است.